# Henryk Włodarczyk
Henryk Włodarczyk (ur. 5 stycznia 1927 w Wilnie, zm. 19 grudnia 2022 w Paryżu) – polski i francuski architekt.

## Życiorys
Studiował na Wydziale Architektury Politechniki Gdańskiej, w 1950 uzyskał dyplom. Następnie związał się z Biurem Projektów „Hydroprojekt”, gdzie został głównym specjalistą do spraw architektury, współprojektował Centrum Administracyjne Huty „Warszawa”. W 1964 emigrował do Francji, w 1973 założył własną pracownię architektoniczną. W 1978 otrzymał dyplom paryskiego Instytutu Urbanistyki, w tym samym roku został wybrany architektem Biblioteki Polskiej i piastował tę funkcję do 2000. Wieloletni prezes La Société des Architectes Polonais en France – Stowarzyszenia Architektów Polskich we Francji, które zostało założone w 1977. Henryk Włodarczyk zaprojektował m.in. gmach Polskiego Konsulatu Generalnego oraz Biblioteki Polskiej w Paryżu. Większość projektów Henryka Włodarczyka dotyczy przestrzeni zabytkowych, ich konserwacji i renowacji, modernizacji, a także adaptacji do nowych zastosowań.